# سيزار دياز
سيزار دياز (بالإسبانية: César Díaz Escobar)‏ (20 يونيو 1975 بتشيلي - ) هو لاعب كرة قدم تشيلي في مركز الهجوم. لعب مع أوداكس إيتاليانو وسانتياغو واندررز ونادي بالستينو وكوريكو يونيدو وسانتياغو مورنينغ ‏ وديبورتيس ميليبيلا وديبورتيس أنتوفاغاستا ونادي كوكيمبو أونيدو وDeportes Temuco ‏ ونادي كوبريسال ونادي كوبريلوا.

## وصلات خارجية
- سيزار دياز على موقع قاعدة بيانات كرة القدم.إي يو (الإنجليزية)
- سيزار دياز على موقع Soccerway.com (الإنجليزية)